# Mapleton (Iowa)
Mapleton és una població dels Estats Units a l'estat d'Iowa. Segons el cens del 2000 tenia 1.416 habitants.

## Demografia
Segons el cens del 2000, Mapleton tenia 1.416 habitants, 582 habitatges, i 346 famílies. La densitat de població era de 339,6 habitants/km².
Dels 582 habitatges en un 23,5% hi vivien nens de menys de 18 anys, en un 50,2% hi vivien parelles casades, en un 5,3% dones solteres, i en un 40,4% no eren unitats familiars. En el 38,1% dels habitatges hi vivien persones soles el 26,1% de les quals corresponia a persones de 65 anys o més que vivien soles. El nombre mitjà de persones vivint en cada habitatge era de 2,15 i el nombre mitjà de persones que vivien en cada família era de 2,82.
Per edats la població es repartia de la següent manera: un 18,7% tenia menys de 18 anys, un 6% entre 18 i 24, un 18,9% entre 25 i 44, un 19,4% de 45 a 60 i un 36,9% 65 anys o més.
L'edat mediana era de 50 anys. Per cada 100 dones de 18 o més anys hi havia 76 homes.
La renda mediana per habitatge era de 29.479 $ i la renda mediana per família de 38.063 $. Els homes tenien una renda mediana de 27.344 $ mentre que les dones 18.158 $. La renda per capita de la població era de 19.516 $. Entorn del 6,5% de les famílies i l'11,2% de la població estaven per davall del llindar de pobresa.

## Poblacions més properes
El següent diagrama mostra les poblacions més properes.